# Michel Antoine Garoutte
 (mars 2025).
Michel Antoine Garoutte est un corsaire et officier de marine français né le 12 avril 1750 à Marseille et mort le 29 avril 1829 à Pleasant Mills, Burlington.

## Biographie
Michel Antoine Garoutte est le fils d'Antoine Garoutte, capitaine de navire, et d'Anne Delascours.
Il est destiné à la prêtrise, mais son frère aîné meurt au combat sans héritier. Alors âgé de quinze ans, il quitte le séminaire et intègre l'école militaire et plus tard celle des officiers à Paris.
Après avoir été gracié pour duel, il navigue depuis Marseille, commandant deux navires vers la colonie de New York et combat dans la guerre d'indépendance américaine.
Il participe à la bataille de Chestnut Neck où les Britanniques incendient ses navires dans la rivière Mullica (colonie du New Jersey). Ses activités de corsaire impliquent le dépassement des navires marchands britanniques et des navires de la marine britannique, transportant les marchandises saisies à Little Egg Harbor où les marchandises sont envoyées de l'autre côté du fleuve à travers le Delaware et à Valley Forge pour approvisionner les forces militaires du général George Washington. Il assure également l'artillerie des forces militaires patriotes.
Il sert comme officier dans la Continental Navy.
Peu de temps après la bataille de Chestnut Neck, allant chercher un ami qui se cache dans une auberge, il tombe dans une embuscade tendue par des Hessiens. Les Hessiens le poignardent au côté avec une baïonnette et lui émoussent la tête, le laissant pour mort sur le chemin de terre. Il est trouvé et assisté par John Smith, un quaker et aubergiste qui aide secrètement les révolutionnaires américains. Garoutte épouse Sophia Smith, la fille de son sauveur.
Après être rentré en France en 1787, il retourne dans le New Jersey et ouvre une taverne à Pleasant Mills, qu'il nomme The La Fayette Tavern. Sa taverne, bien connue à l'époque et considérée comme l'une des meilleures du New Jersey, voit notamment passer Joseph Bonaparte, marquis de La Fayette ou bien Ebenezer Tucker (en).

### Sources
- Ellan Douglas Thiesen, The French and American History of Michael Garoutte and His Descendants, 1985